# Сенчанская сельская община
Сенчанская сельская община (укр. Сенчанська сільська громада) — территориальная община в Миргородском районе Полтавской области Украины. Административный центр — село Сенча.
Создана в 2017 году, в составе Лохвицкого района, путем объединения территорий и населенных пунктов Сенчанского сельского совета Лохвицкого района и Шековского сельского совета Лубенского района Полтавской области.
В 2020 году, согласно распоряжению Кабинета Министров Украины № 721-р от 12 июня 2020 года «Об определении административных центров и утверждении территорий территориальных общин Полтавской области», в состав общины были включены территории и территории населённые пункты Выришальненского, Исковецкого, Корсуновского сельских советов Лохвицкого района и Ждановского сельского совета Лубенского района Полтавской области.

## Населенные пункты
В состав общины входят 23 села: Авдеевка, Бешты, Выришальное, Высокое, Волковское, Горки, Дрюковщина, Жданы, Исковцы, Корсуновка, Лучка, Пласковщина, Потоцковщина, Рудка, Саранчино, Сенча, Скоробогатки, Слёзиха, Хитцы, Часниковка, Шеки, Шкадреты и Яблоновка.